# لويس بي. باتلر
لويس بي. باتلر (بالإنجليزية: Louis B. Butler)‏ هو محامي وقاضي أمريكي، ولد في 15 فبراير 1952 في شيكاغو في الولايات المتحدة.

## وصلات خارجية
- لويس بي. باتلر على موقع إن إن دي بي (الإنجليزية)